# Arthur Dietzsch

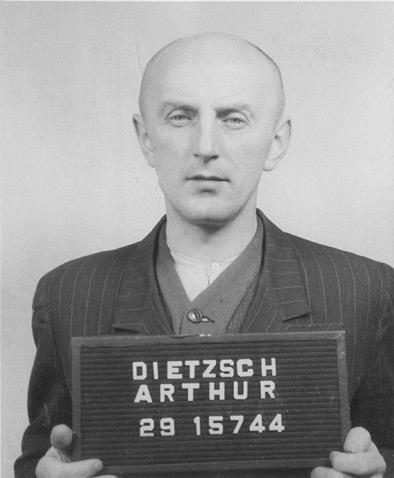
Arthur Dietzsch (1947)

Arthur Dietzsch (* 2. Oktober 1901 in Pausa; † 26. August 1974 in Burgdorf) war ein deutscher Funktionshäftling und als Kapo verantwortlicher Häftling im Krankenrevier (Häftlingspfleger) im Konzentrationslager Buchenwald, in Block Nr. 46.

## Leben
Dietzsch besuchte in Plauen das Realgymnasium. Nach dem Ende des Ersten Weltkrieges, noch vor Beendigung seiner Schullaufbahn, wurde Dietzsch Mitglied in der paramilitärischen Organisation Stahlhelm und nahm als „Zeitfreiwilliger“ der Reichswehr an den Straßenkämpfen gegen die Kommunisten teil. Nachdem er 1920 sein Abitur abgelegt hatte, verpflichtete sich Dietzsch für zwölf Jahre bei der Reichswehr als Offizieranwärter. Während der Reichsexekution gegen Sachsen im Jahre 1923 warnte Dietzsch den Vater seiner Freundin, der ein KPD-Aktivist war, vor der bevorstehenden Festnahme. Anschließend desertierte Dietzsch und stellte sich nach fünf Tagen im Polizeipräsidium Leipzig. Aufgrund der 1923 in Dresden erfolgten Weitergabe geheimer „Informationen über den bevorstehenden Einmarsch der Reichswehr (Verhängung der Reichsexekution) in Sachsen“ wurde Dietzsch am 26. Mai 1924 wegen Landes- und Hochverrates von dem Reichsgericht in Leipzig zu 14 Jahren Zuchthaus verurteilt, die 1925 in Festungshaft umgewandelt wurden.

## Haft in Konzentrationslagern
Nach der „Machtergreifung“ der Nationalsozialisten wurde Dietzsch als angeblicher Kommunist, kurz vor seiner Entlassung aus der Festungshaft in Gollnow, im März 1933 in das KZ Sonnenburg verlegt. Von dort wurde er wahrscheinlich 1934 in das KZ Esterwegen und darauf folgend in das KZ Lichtenburg überstellt. Ab Februar 1938 war Dietzsch Häftling im KZ Buchenwald.
Im Januar 1942 nahm er auf der neugeschaffenen Experimentierstation in Block 46 eine Tätigkeit als Häftlingskrankenpfleger auf und arbeitete unter den Lagerärzten Erwin Ding-Schuler und dessen zeitweiligem Vertreter Waldemar Hoven. Dietzsch verfügte allerdings über keine medizinischen Kenntnisse; diese eignete er sich erst im Rahmen der Krankenpflegetätigkeit an. Spätestens Mitte 1943 wurde er dort als Kapo zum leitenden Häftlingspfleger und war im Block 46 an den Fleckfieberversuchen des Lagerarztes Ding-Schuler beteiligt. Dietzsch war sowohl für die Pflege der Versuchsopfer als auch der Fleckfieberkranken, die sich auf natürliche Weise infiziert hatten, zuständig. Er arbeitete mit der illegalen Lagerleitung zusammen und entzog Häftlinge, die gefährdet waren, durch Unterbringung in Block 46 dem Zugriff der SS.

„Außerdem war im Lager bekannt, dass im Block 46 durch den Kapo Arthur Dietzsch eine eiserne Zucht gehalten wurde. Dort regierte wirklich der Prügel. Jeder, der in den Block 46 also als Versuchsperson kam, musste nicht nur mit dem Tod, und mit einem unter Umständen sehr langwierigen und schrecklichen Tod, den er sich vorstellte, rechnen, sondern auch noch mit Quälereien und einer vollständigen Beseitigung des letzten Restes persönlicher Freiheit.“

Als leitender Häftlingspfleger im Block 46 fungierte Dietzsch bis Anfang April 1945. Zu diesem Zeitpunkt erfuhr Dietzsch von Ding-Schuler, dass er auf einer Liste mit 46 namentlich genannten Häftlingen stand, welche die SS kurz vor der Befreiung des Lagers noch exekutieren wollte. Mit drei weiteren vom Tode bedrohten Häftlingen versteckte sich Dietzsch unter einer Baracke des Häftlingskrankenbaus. Da dieses Versteck nur für kurze Zeit sicher war, ließ sich Dietzsch von zwei ihm verbundenen Häftlingen in der Nähe des Isolierblocks in geringer Tiefe eingraben und mit Laub bedecken. So verbrachte er die letzten drei Tage bis zur Befreiung des KZ Buchenwald am 11. April 1945.

## Nach Kriegsende

Nürnberger Dokument NO-265: Tagebuch der Fleckfieberstation im KZ Buchenwald, Seite 23

Nach dem Ende des Zweiten Weltkrieges wurde Dietzsch im Dezember 1946 verhaftet. Er war Zeuge der Verteidigung im Nürnberger Ärzteprozess, in dem auch der an den Fleckfieberversuchen im KZ Buchenwald beteiligte Tropenmediziner Gerhard Rose sowie Waldemar Hoven angeklagt waren. Das als Beweismittel angeführte Tagebuch Ding-Schulers, welches dessen ehemaliger Häftlingsschreiber Eugen Kogon nach der Befreiung des KZ Buchenwald amerikanischen Truppen übergab, bezeichnete Dietzsch als Fälschung. Dietzsch gab an, auf Befehl Ding-Schulers das Original an diesen Anfang April 1945 herausgegeben zu haben, welches dieser mit anderen belastenden Unterlagen im Ofen verbrannt habe.
Im Rahmen der Dachauer Prozesse im Buchenwald-Hauptprozess wurde Dietzsch mit 30 weiteren Beschuldigten vor einem amerikanischen Militärgericht angeklagt. Dietzsch wurde beschuldigt, alliierte Gefangene auf Anweisung des zuständigen Lagerarztes durch Injektionen mit Typhus infiziert zu haben, mit der Folge, dass mehrere Infizierte an Typhus starben. Etliche Entlastungszeugen sagten für Dietzsch aus. Drei zum Tode verurteilten Häftlingen, zwei britischen Offizieren und dem späteren Diplomaten Stéphane Hessel, hatte Dietzsch das Leben gerettet, indem er ihnen die Identität Verstorbener verschaffte. Ein anderer Häftling bezeugte, dass er die Häftlinge in Block 46 gut versorgt sowie gepflegt und nie misshandelt hätte. Am 14. August 1947 wurde Dietzsch zu 15 Jahren Haftstrafe wegen „Mithilfe und Teilnahme an den Operationen des Buchenwald-Konzentrationslagers“ verurteilt.
Dietzsch wurde im Kriegsverbrechergefängnis Landsberg inhaftiert und dort Anfang Dezember 1950 vorzeitig aus der Haft entlassen. Die Haftstrafe wurde nicht etwa reduziert, sondern rückwirkend auf null Jahre herabgesetzt und damit praktisch aufgehoben. Für seine Freilassung hatten sich auch Marion Gräfin Dönhoff und Kurt Schumacher eingesetzt. Auch ehemalige Buchenwaldhäftlinge betrieben erfolgreich Dietzschs vorzeitige Haftentlassung mit Hinweis auf dessen Kooperation mit dem Buchenwalder Lagerwiderstand und seine Teilnahme an Rettungsaktionen.
Ihn entlasteten unter anderem die ehemaligen Buchenwaldhäftlinge Werner Hilpert und Eugen Kogon im Rahmen der Entnazifizierung zwecks Ausstellung einer Bescheinigung für Nichtbetroffene am 16. Januar 1951. Dietzsch wurde später weder als politisch Verfolgter anerkannt noch erhielt er Haftentschädigung oder Wiedergutmachung. Aufgrund eines Herz- und Nierenleidens war er in der Folgezeit dauerhaft arbeitsunfähig geschrieben. Er pflegte rege Korrespondenz mit Verfolgtenorganisationen und ehemaligen Buchenwaldhäftlingen. Zudem sagte er als Zeuge in mehreren Verfahren mit dem Tatkomplex Verbrechen im KZ Buchenwald aus. Er war mit Lilly, geborene Endryat, verheiratet.
Seine Lebensgeschichte wurde durch Ernst von Salomon in Das Schicksal des A. D. – Ein Mann im Schatten der Geschichte literarisch verarbeitet und 1960 publiziert. Ein Vorabdruck erschien ab 1959 in der Wochenzeitung Die Zeit. Ein Verfahren gegen Dietzsch im Rahmen eines Sammelermittlungsverfahrens, die Verbrechen im KZ Buchenwald betreffend, wurde am 23. August 1967 eingestellt. Dietzsch starb im August 1974 in Burgdorf.
Der unter maßgeblicher Beteiligung von Dietzsch gerettete Hessel schilderte diesen Funktionshäftling in einem 2008 geführten Interview als „Typ eines Kapos“, den man „gleichzeitig fürchterlich und unentbehrlich findet“.